# ヴァイオリン協奏曲第5番 (モーツァルト)
ヴァイオリン協奏曲第5番 イ長調 K. 219 は、ヴォルフガング・アマデウス・モーツァルトが1775年に作曲した5番目のヴァイオリン協奏曲であり、モーツァルトの作品と確認されている最後のヴァイオリン協奏曲である。『トルコ風』の愛称で知られる。

## 概要
通説では1775年12月20日にザルツブルクで完成したとされる。堂々とした曲想と、当時の流行であるテュルクリ（トルコ趣味）とを合わせた作品であり、他の4曲と比べ技術、内容ともに充実しており人気が高い。古今のヴァイオリン協奏曲の名曲と比較しても全く遜色のない作品であり、19歳のモーツァルトの早熟ぶりを示している。
モーツァルトがこの曲の後に作曲したヴァイオリンと管弦楽のための協奏的作品は、下記の『ヴァイオリンと管弦楽のためのアダージョ ホ長調 K. 261』の他には『ロンド 変ロ長調 K. 261a』と『ロンド ハ長調 K. 373』のみであり、また、1782年に『ピアノ協奏曲第12番 イ長調 K. 414 (385p)』を作曲するまで、「イ長調」という調性を再び協奏曲に用いることはなかった。
自筆譜は現在、ワシントンD.C.のアメリカ議会図書館に所蔵されている。

## 楽器編成
ヴァイオリン独奏、オーボエ2、ホルン2、弦五部。

## 構成
全3楽章構成、演奏時間は約28～30分。
- 第1楽章 アレグロ・アペルト - アダージョ - アレグロ・アペルト
イ長調、4分の4拍子、協奏風ソナタ形式。
お使いのブラウザーでは、音声再生がサポートされていません。音声ファイルをダウンロードをお試しください。
発想標語の通り、外に発散する力強い楽章。冒頭のトゥッティで主題が弦楽器のトレモロを伴って登場し一通り終わった後、独奏ヴァイオリンが現れる。主題の単純な繰り返しではなく、緩い歌謡風の導入を設けており、楽器の機能を生かしている。途中カデンツァが挟まれるが、モーツァルト自身のものは残されていない。各ヴァイオリニストが競って自作を残している。マックス・ロスタルやヨーゼフ・ヨアヒムなどの重音のものが有名。カデンツァを終えると独奏ヴァイオリンは沈黙し、オーケストラが力強く終わる。

- 第2楽章 アダージョ
ホ長調、4分の2拍子、ソナタ形式。
お使いのブラウザーでは、音声再生がサポートされていません。音声ファイルをダウンロードをお試しください。
柔らかな中間楽章。途中でカデンツァが差し挟まれるが、モーツァルト自身のものはない。1776年の終りには別稿として『ヴァイオリンと管弦楽のためのアダージョ ホ長調 K. 261』が作曲された（下記）。

- 第3楽章 ロンドー：テンポ・ディ・メヌエット - アレグロ - テンポ・ディ・メヌエット
イ長調、4分の3拍子、ロンド形式。
お使いのブラウザーでは、音声再生がサポートされていません。音声ファイルをダウンロードをお試しください。
フランス風の古い表記の通り、典雅なロンド。途中から現れるトルコ風の行進曲部分（イ短調、4分の2拍子）の冒頭はオーボエから開始する。カデンツァを経て型通りにロンドを再現した後次第に力を弱めていき、最後は静かに終結する。

## ヴァイオリンと管弦楽のためのアダージョ ホ長調 K. 261
ヴァイオリンと管弦楽のためのアダージョ ホ長調 K. 261 は、ヴォルフガング・アマデウス・モーツァルトが1776年にザルツブルクで作曲したヴァイオリンと管弦楽のための作品であり、上記の通りヴァイオリン協奏曲第5番の第2楽章の別稿として作曲された。
父レオポルトが「ブルネッティ用のアダージョ」と手紙の中で記しており、従来の第2楽章がザルツブルク宮廷楽団のヴァイオリン奏者であるアントニオ・ブルネッティに合わなかったため代わりに作曲したとされている。

### 楽器編成
ヴァイオリン独奏、フルート2、ホルン2、弦五部。

### 構成
ホ長調、4分の4拍子、ソナタ形式。
拍子は本来の第2楽章とは異なり、4分の4拍子に変更されている。また、モーツァルトの作品の中でもホ長調で作曲された作品はあまりなく、他には『ピアノ三重奏曲第5番（第4番）ホ長調 K. 542』や『ホルン協奏曲 ホ長調 K. 494a』、未完成の『フーガ ホ長調 K. Anh.C 27.10』などがある。